# Piridocaine
Piridocaine là một thuốc gây tê cục bộ. Việc đưa nguyên tử nitơ chuỗi bên cơ bản vào vòng dị vòng rõ ràng phù hợp với hoạt động.